# Високо (Хрватска)
Високо је насељено место и седиште општине у Вараждинској жупанији, Хрватска. До територијалне реорганизације у Хрватској налазило се у саставу бивше велике општине Нови Мароф.

## Становништво
На попису становништва 2011. године, општина Високо је имала 1.518 становника, од чега у самом Високом 493.

## Попис1991.
На попису становништва 1991. године, насељено место Високо је имало 597 становника, следећег националног састава:
| Попис 1991.‍ | Попис 1991.‍ | Попис 1991.‍ | Попис 1991.‍ | Попис 1991.‍ |
| ----------- | ----------- | ----------- | ----------- | ----------- |
|             |             |             |             |             |
| Хрвати      | Хрвати      |             | 591         | 98,99%      |
| непознато   | непознато   |             | 6           | 1,00%       |
| укупно: 597 |             |             |             |             |